# Estação Minas Shopping
Minas Shopping é uma das estações do Metrô de Belo Horizonte, situada entre os bairros Fernão Dias e São Paulo.

## História
O projeto do trem metropolitano de Belo Horizonte foi projetado detalhadamente até o bairro Santa Inês (km 6,550), sendo que após essa estação havia um terminal Matadouro, projetado de forma genérica. Com a implantação do Metrô, ocorreu uma especulação imobiliária que culminou com a abertura do Minas Shopping em 1991 ao lado do futuro traçado do metrô na região. Por se tratar de um pólo gerador de tráfego (de veículos e pedestres), a CBTU projetou em 1992 a construção de uma estação em frente ao shopping.
Iniciadas em meados de 1994, as obras da estação Minas Shopping deveria ter sido entregues em 1995, porém atrasos nas obras fizeram com que a abertura da estação fosse realizadas apenas em 30 de abril de 1997.

## Arredores
Minas Shopping - 50 m
Center Minas - 60 m

Hotel Ouro Minas - 100 m